# Juri Chatujewitsch Temirkanow

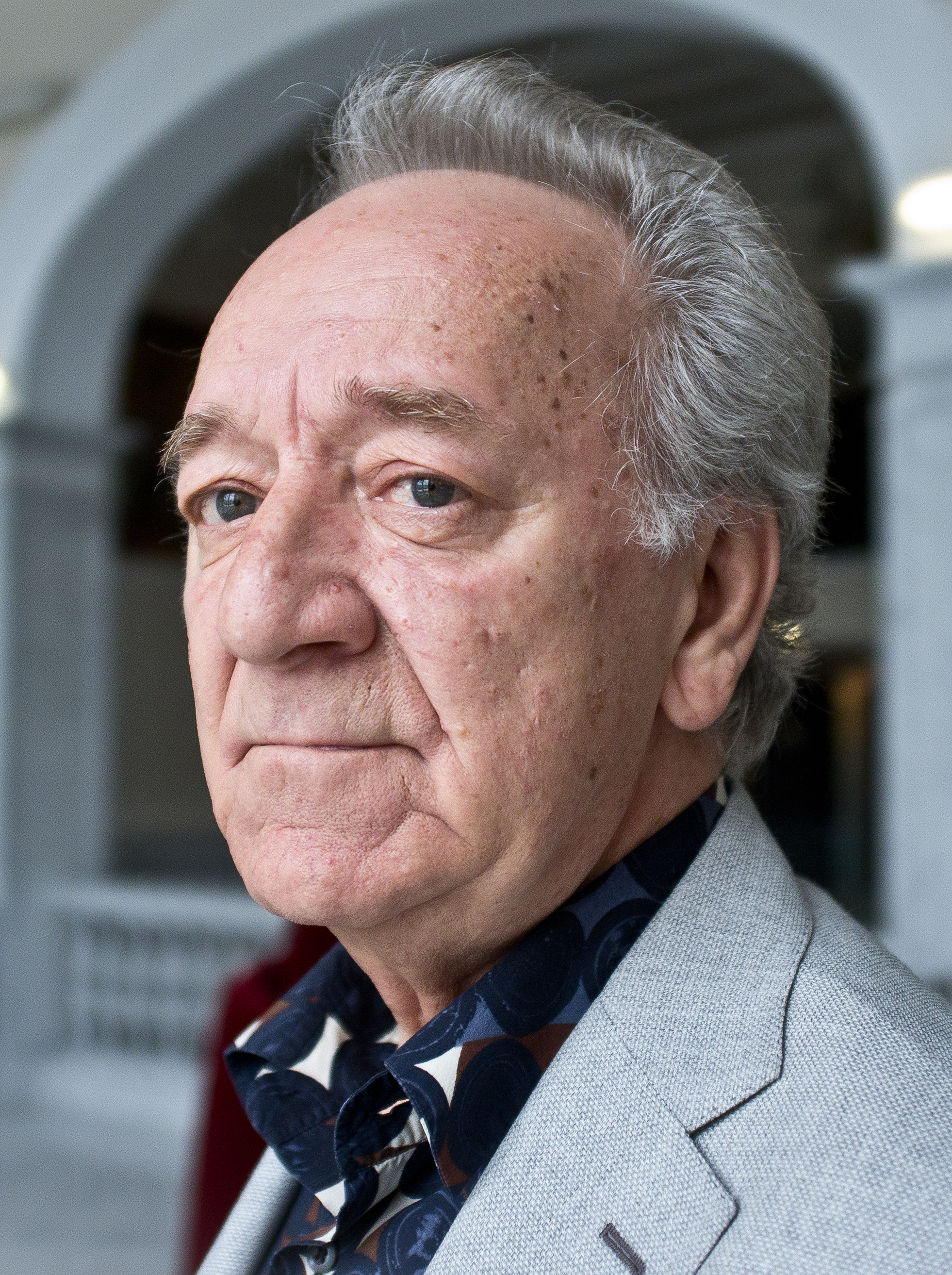
Juri Temirkanow, 2012

Juri Chatujewitsch Temirkanow (russisch Ю́рий Хату́евич Темирка́нов, kabardinisch Темыркъан Хьэту и къуэ Юрий; * 10. Dezember 1938 in Naltschik, Kabardino-Balkarische Autonome Sozialistische Sowjetrepublik, Sowjetunion; † 2. November 2023 in Sankt Petersburg) war ein russischer Dirigent.

## Leben
Temirkanow wurde in eine Familie geboren, die der Volksgruppe der Kabardiner angehört. Sein Studium in den Fächern Viola und Dirigieren absolvierte er am Sankt Petersburger Konservatorium, an dem er durch Ilja Musin zum Dirigenten ausgebildet wurde.
Yuri Temirkanov war ab 1988 Künstlerischer Direktor und Chefdirigent der Sankt Petersburger Philharmoniker. Das Amt des Chefdirigenten legte er 2022 nieder.
Nach dem Gewinn des nationalen sowjetischen Dirigentenwettbewerbs im Jahr 1966 wurde er von Kirill Kondraschin zu einer Europa- und USA-Tournee mit Dawid Oistrach und dem Moskauer Philharmonischen Orchester eingeladen. Sein Debüt als Dirigent der Leningrader (Sankt Petersburger) Philharmoniker gab er 1967 und wurde daraufhin Assistent des Chefdirigenten Jewgeni Mrawinski. Von 1968 bis 1976 war Juri Temirkanow Chefdirigent des Leningrad Symphony Orchestra, von 1976 bis 1988 Musikdirektor der Kirow-Theaters und -Balletts (heute: Mariinski-Theater). Temirkanow arbeitete u. a. mit den Berliner Philharmonikern, den Wiener Philharmonikern, der Staatskapelle Dresden, dem London Philharmonic Orchestra, dem London Symphony Orchestra, dem Koninklijk Concertgebouworkest und dem Orchester der Mailänder Scala. 1977 wurde er Erster Gastdirigent des Royal Philharmonic Orchestra, von 1992 bis 1998 war er Chefdirigent dieses britischen Klangkörpers, von 1992 bis 1997 zudem Erster Gastdirigent der Dresdner Philharmonie und von 1998 bis 2008 Erster Gastdirigent des Dänischen Radio-Sinfonieorchesters. Von 2000 bis 2006 war er Musikdirektor des Baltimore Symphony Orchestra, bis 2009 Erster Gastdirigent des Bolschoi-Theaters und von 2010 bis 2012 Musikdirektor des Teatro Regio di Parma. Juri Temirkanows Diskographie ist umfangreich und beinhaltet u. a. Einspielungen mit den Sankt Petersburger Philharmonikern, den New Yorker Philharmonikern, dem Dänischen Radio-Sinfonieorchester und dem Royal Philharmonic Orchestra.
Er starb am 2. November 2023 im Alter von 84 Jahren in Sankt Petersburg.

## Auszeichnungen (Auswahl)
- 2015: Ehrendirigent des Orchestra e coro dell’Accademia Nazionale di Santa Cecilia.
- 2015: »Premio una vita nella musica« des Teatro La Fenice Venedig.
- 2007: Premio Abbiati.
- 2002: Premio Abbiati.